# 구본근
구본근(1959년 6월 18일~)은 SBS 서울방송 드라마본부의 PD(프로듀서)로, 원래 그는 1986년 MBC 문화방송 드라마본부 PD로 입사했으나, 1992년 SBS 서울방송 드라마본부 PD로 이적하였다.

## 학력
- 경기고등학교
- 연세대학교 경영학과 학사

## 경력
- MBC 드라마본부 PD (1986년 입사)
- SBS 드라마본부 PD (1992년 이적)
- SBS 드라마운영팀 CP
- SBS 드라마본부 국장
- SBS 사장특별보좌역
- SBS 드라마본부 본부장
- 스토리플랜트 공동 창업자, 전 대표이사 사장 (2014년 - 2017년)
- 코탑미디어 대표이사 사장